# Abadia de Koningshoeven
L'abadia de Koningshoeven (neerlandès:Abdij Koningshoeven, Abdij Onze Lieve Vrouw van Koningshoeven) és un monestir trapenc (Orde Cistercenc de l'Estricta Observança), fundat l'any 1881 a Berkel-Enschot, al Brabant del Nord, Països Baixos.

## Fundació
L'any 1880 la situació de les ordres monàstiques a França era molt desfavorable. Els monjos de l'abadia de Mont des Cats (Sainte-Marie-au-Mont) en Mont des Cats, a Godewaersvelde, al departament del Nord de França, amb temor que anessin conduïts a l'exili, van buscar un lloc de refugi a un altre país. L'abat Dominique Lacaes va enviar el Pare Sébastien Wyart, un ex oficial dels zuaus, als Països Baixos, on tenia molts contactes militars. A través del seu ex-tinent, Antoine Arts, i el pare De Beer, el superior dels Germans de Tilburg, va conèixer al fabricant Gaspar Houben, propietari de De Schaapskooi ("La cleda de les ovelles"), un grup de tres cases rurals construïdes pel llavors Príncep hereu Guillermo, l'any 1834, a Berkel-Enschot a l'est de Tilburg. Houben estava disposat a arrendar a la comunitat francesa les propietats, equipades i reformades fins al punt que podien funcionar com un petit i primitiu monestir. Dom Lacaes al principi no volia fundar un nou monestir, només trobar un allotjament temporal, però davant la insistència del Pare Wyart, que en el interí havia nomenat prior, finalment va acceptar el 5 de març de 1881.
En els primers anys les coses eren molt difícils a De Schaapskooi, i sense l'ajuda constant dels Germans Tilburg, la comunitat recentment assentada probablement hagués fracassat. Un prior posterior, Dom Nivardus Schweykart, va ampliar la granja, però fins i tot això va ser de poca ajuda. Llavors, ja que era fill d'un fabricant de cervesa de Múnic, se li va ocórrer establir una fàbrica de cervesa en 1884. Això va millorar la situació financera i també va incrementar el nombre de membres de la comunitat.
En 1890, Dom Willibrordus Verbruggen va ser nomenat el primer abat de Koningshoeven. Va fer molt pel monestir, però també el va portar a la vora de la ruïna. Entre els seus primers actes, l'any 1891, va anar a retornar la totalitat del deute pendent de 9000 florins a Caspar Houben. En el mateix any, el monestir va ser elevat a la categoria d'abadia, que aleshores albergava una comunitat de 57 persones. També va començar la construcció d'una nova abadia, l'església i els edificis conventuals. Els vells edificis de Schaapskooi van ser tancats, i el nom es va transferir a la fàbrica de cervesa.

## Segle XX
Van sorgir nous problemes financers a causa de la creació de dues cases de refugi juntament amb la contínua situació precària de les comunitats religioses a França: Maria Toevlucht a Zundert l'any 1900, i l'any 1902 Charneux a la província de Lieja, que va ser tancada el 1909. Tots els béns i possessions de Koningshoeven, Zundert i Charneux estaven a nom de l'abat, la qual cosa va portar l'any 1909 a una situació difícil. Quan es va negar a regularitzar la situació dels béns, l'abat de Mont des Cats, va rebre instruccions de Roma per informar-li que era rellevat del seu rang abacial. Dom Willibrordus va seguir en la seva negativa, i, en conseqüència, els monjos de Koningshoeven, Maria Toevlucht i Charneux van ser desallotjats de forma temporal. Més tard, es va nomenar un nou abat, el pare Simón Dubuisson, que era el prior de l'abadia de Scourmont a Bèlgica. Dom Willibrordus va ser traslladat a un monestir italià, on finalment va morir. El pare Simón va realitzar grans obres, no només va pagar el gran deute que Dom Willibrordus havia deixat, sinó també a través del seu lideratge espiritual. Dins de l'Ordre, Dom Simon va ser molt apreciat, i sovint el Capítol General li demanava consell per resoldre problemes en els monestirs de tot el món.
L'any 1931 es va celebrar el cinquantè aniversari de l'abadia. L'any 1937, a Berkel-Enschot es va fundar l'abadia de Koningsoord, l'únic monestir trapense de monges als països Baixos. L'any 1942, els tres monjos d'origen jueu, Ignatius, Linus i Nivardus Loeb (també escrit "Löb") van ser enviats a Auschwitz, i al setembre de 1942, els dos primers van ser executats per un escamot d'afusellament, juntament amb sacerdots catòlics polonesos i ucraïnesos, per sentir confessions Segons un soldat les últimes paraules del pare Ignatius abans de morir van ser: «Pels novicis de Koningshoeven!» (Voor de noviciaat van Koningshoeven!)
L'abat Simon va morir l'11 de febrer de 1945. Per primera vegada es va triar un nou abat a Koningshoeven: tots els anteriors abats havien estat nomenats a proposta d'altres monestirs. El nou abat va ser Dom Willibrordus van Dijk, el primer prior holandès. Tenia per davant molt treball dur amb la renovació de la vida del monestir. Mentre que el seu predecessor havia generat nerviosisme entre els monjos, aquest abat era molt volgut pels seus companys, però al mateix temps sense relaxar la disciplina de la regla de Sant Benet. Durant el seu temps com a abat, l'abadia va prendre possessió del Viacrucis d'Albert Servaes. Koningshoeven va fundar un monestir en Rawaseneng a Java l'any 1953, i l'any 1956 un altre a Kipkelion a Kenya. L'any 1966 Dom Willibrordus es va retirar per raons de salut. La comunitat no estava preparada en aquest moment per triar un nou abat, i es va triar un superior temporal, el pare Cyprianus van de Bogaard. Posteriorment va ser triat com a quart abat l'any 1969. Oriünd de Tilburg, va ser capaç d'apropar l'abadia a la regió en la qual s'assentava. Sota la seva adreça, l'abadia va deixar de costat l'activitat agrícola. En 1989 Dom Cyprianus es va retirar i va tornar al seu lloc en la comunitat i el cor. Una vegada més, la comunitat va decidir que preferia triar un superior temporal, el pare Korneel Vermeiren, un monjo d'abadia de Zundert. Va ser triat abat sis mesos més tard.

## Segle XXI

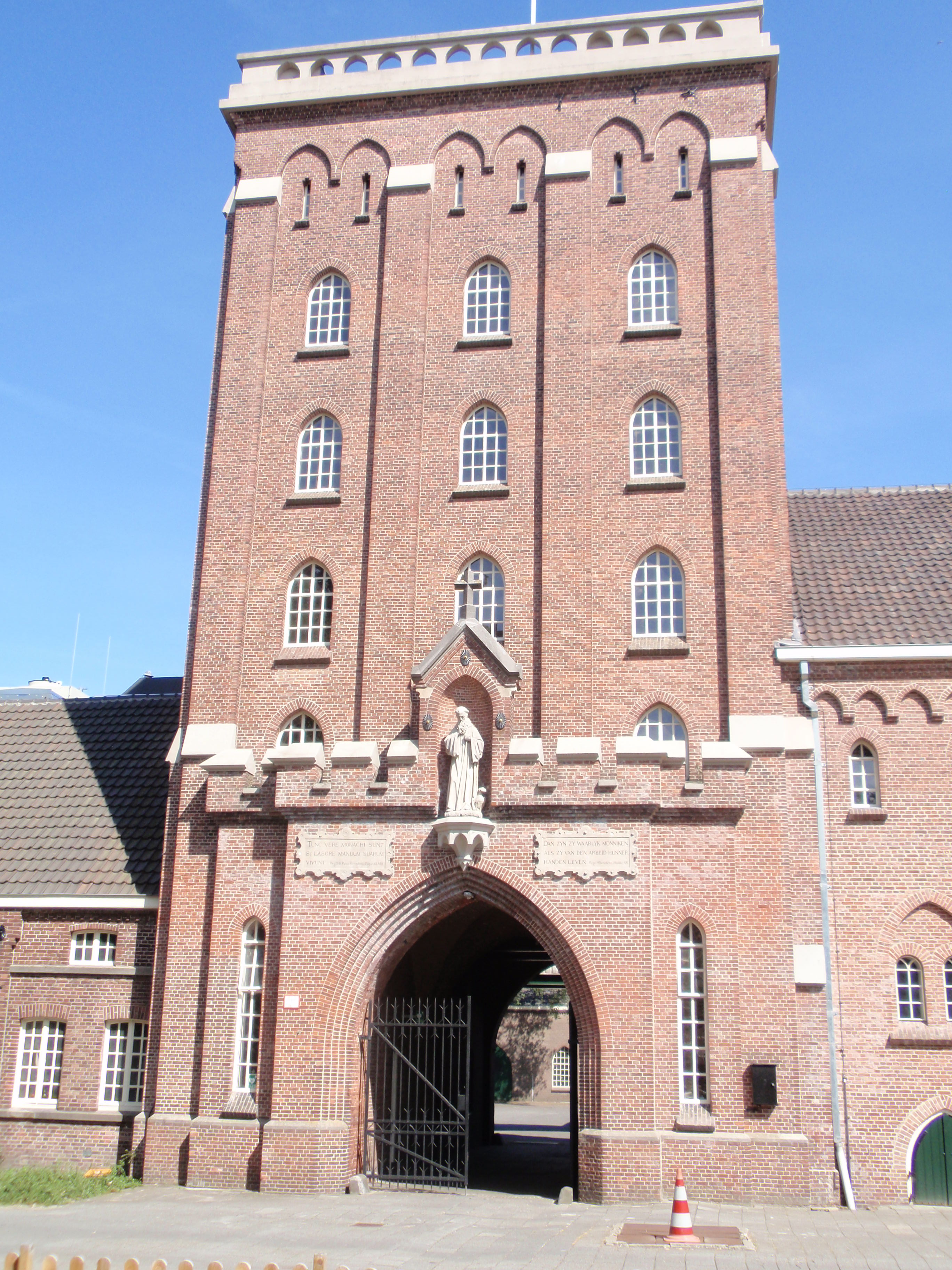
Entrada a la cerveseria.

Els anys 2004-2005 l'església de l'abadia va ser completament renovada. Dom Korneel va renunciar al càrrec d'abat l'any 2005 i va ser reemplaçat per Dom Bernardus Peeters. En aquest punt, la comunitat constava de 16 monjos.

## Cerveseria
La cerveseria fundada l'any 1884 continua en la producció amb el nom de De Koningshoeven Brouwerij És una de les dotze cerveses trapistes al món, de les quals onze porten el logo «Authentic Trappist Product» en l'etiqueta, i una de les dues cerveses trappistes holandeses juntament amb la Zundert.
Les cerveses solen ser comercialitzats sota el nom de La Trappe. No obstant això, en alguns mercats, com els Estats Units, es va utilitzar el nom Koningshoeven fins a l'any 2010.
És un dels cinc productors de cervesa trapista fora de Bèlgica, i produeix quatre cerveses de forma regular i dues cerveses de temporada:
- La Trappe Blonde, rossa (6.5% Alcohol)
- La Trappe Dubbel, torrada (7 %)
- La Trappe Isid'or, torrada (7,5 %)
- La Trappe Tripel, rossa (8 %)
- La Trappe Quadrupel, torrada (10 %)
- La Trappe Quadrupel Oak Aged, torrada (10 %), envellida en tina de roure
- La Trappe Witte Trappist, blanca (5,5 %)
- La Trappe Bock bier, cervesa bock, amb diversos cereals (7,3 %) (de temporada)
- La Trappe Puur, primera cervesa trapista de certificació ecològica (4,7 %).

A part de la marca La Trappe, la cerveseria produeix Tilburg's Dutch Brown Ale principalment per a l'exportació.
L'aigua per a la cervesa s'extreu de cinc pous profunds de 200 metres en els terrenys de l'abadia, i totes les cerveses, excepte la  Blond  fermenten a l'ampolla. El bagàs que queda després que el most es filtra des del puré s'utilitza per alimentar bestiar propi de l'abadia.